# Stanley Cup
Stanley Cup (česky též Stanleyův pohár) je hokejová trofej udělovaná každoročně vítěznému týmu playoff NHL. Bývá též nazývaný The Cup (Ten Pohár), The Holy Grail (Svatý grál) nebo Lord Stanley's Mug (Džbánek Lorda Stanleyho) a Lord Stanley's Cup (Pohár Lorda Stanleyho). V ostatních třech hlavních severoamerických soutěžích (NBA, MLB a NFL) se pohár vyrábí každý rok nový, ale Stanley Cup koluje. Jeho držitel si ho může ponechat do doby, než ho vyhraje jiný tým. Na podstavec poháru jsou vyrývána jména trenérů, funkcionářů a hráčů, kteří se zasloužili o získání poháru pro jednotlivá mužstva. Původní pohár je vyroben ze stříbra, má výšku 18,5 cm a průměr 29 cm. Celá současná trofej, podstavec osazený kopií originálního poháru, je vyrobena ze stříbra a slitiny niklu, měří 89,54 cm na výšku a váží 15,5 kg.
Původní název zněl Dominion Hockey Challenge Cup, trofej byla věnována roku 1892 kanadským generálním guvernérem lordem Frederickem Stanleym z Prestonu jako trofej pro nejlépe umístěný hokejový amatérský klub v Kanadě. V roce 1915 se dvě profesionální ligy, NHA a PCHA dohodly, že budou bojovat o Stanley Cup. Po době slučování a odstupování týmů se Stanley Cup v roce 1926 stal trofejí pro vítěze NHL.

## Historie

### Původ
Po svém jmenování kanadským guvernérem královnou Viktorií 11. června 1888 se Lord Stanley se svou rodinou přímo zamiloval do ledního hokeje. V roce 1889 na Zimním karnevalu v Montréalu viděl poprvé hokejový zápas mezi Montreal Victorias a Montreal Hockey Club. V té době byl ještě ligový hokej v Kanadě na počátku a pouze Montreal a hlavní město Ottawa měly něco podobajícího se ligám.
Celá rodina Lorda Stanleyho začala hrát hokej. Jeho synové Arthur a Algernon založili nový tým zvaný Ottawa Rideau Rebels a Arthur navíc hrál jednu z klíčových rolí na počátku Ontario Hockey Association a také přinesl hokej do Velké Británie. Oba synové pak přesvědčili svého otce, aby věnoval trofej pro nejlepší tým Kanady, a ten tak učinil.
Zanedlouho si Lord Stanley koupil punčovou mísu vyrobenou v Sheffieldu od londýnského stříbrníka G. R. Collise za sumu, která v přepočtu odpovídala padesáti americkým dolarům. Na jedné straně vyryl jméno Dominion Hockey Challenge Cup a na druhé nápis „Od Stanleyho z Prestonu“.
Lord Stanley nikdy neviděl zápas o Stanley Cup a nikdy pohár nepředával vítězi. Jeho působení ve funkci guvernéra skončilo v září 1893, 15. července se musel vrátit do Anglie. V dubnu téhož roku totiž jeho starší bratr Edward, 15. hrabě Derby, zemřel, a Lord Stanley se stal jeho nástupcem.

### Éra Challenge Cupu
V této éře všechny ligy, ve kterých se soutěžilo o Stanley Cup, neměly playoff, a tak pohár připadl vítězi základní části. V roce 1894 ale čtyři z pěti týmů AHAC podaly stejný výkon, měly stejně bodů, jenže liga neměla žádný rozhodovací systém. Po dlouhých jednáních a odstoupení Quebecu ze soutěže se rozhodlo, že se zbývající tři týmy utkají na turnaji v Montrealu a Ottawa bude automaticky posunuta do finále, protože byla jediným týmem, který hrál nejméně zápasů na domácí půdě. 17. března se konal první zápas playoff o Stanley Cup, Montreal Hockey Club porazil Montreal Victorias 3:2. V prvním finálovém zápase o pět dní později, Montreal Hockey Club porazil Ottawa Generals 3:1.
V roce 1895, Queen's University byl první tým, který se pokoušel přebrat Stanley Cup, přestože to bylo trochu kontroverzní. Montreal Victorias vyhráli základní část sezony a komisaři rozhodli, že o pohár budou hrát bývalí vítězové Montreal Hockey Club proti Queen's University a že když Montreal zápas vyhraje, Victorias pohár získají. Montreal Hockey Club vyhrál a jejich městští rivalové získali pohár. Prvním úspěšným týmem, který vyhrál zápas s minulým vítězem, byli Winnipeg Victorias o rok později. 14. února 1896 se tak stali prvním týmem, který vyhrál Stanley Cup a nepocházel z AHAC.
S rostoucí prestiží Stanley Cupu rostla potřeba vrcholových hráčů. Komisaři přijali nabídku ECAHA na vstup do soutěže, protože byla nejkvalitnější hokejovou ligou světa.
Nejmenším městem, které kdy vyhrálo pohár, byla Kenora. Obec čítala v době výhry čtyři tisíce obyvatel. Stanley Cup vyhráli Kenora Thistles v lednu 1907 a pomohli jí k tomu i pozdější členové Hokejové síně slávy Art Ross a Joe Hall. Thistles získali pohár od Montreal Wanderers. Poté se jim podařilo Stanley Cup ubránit proti Brandon Elks. Wanderers je v březnu 1907 vyzvali na odvetu, a i přesto, že Thistles posílili kádr, Wanderers jim pohár sebrali.
V roce 1908 se Allan Cup stal trofejí pro amatérské týmy a Stanley Cup trofejí pro profesionály. Ve stejném roce začal bojovat o Stanley Cup první tým vytvořený pouze z profesionálů, Toronto Trolley Leaguers z OPHL (Ontario Professional Hockey League). O rok později poslední amatérské týmy Montreal Hockey Club a Montreal Victorias odstoupily z ECAHA a ta se stala také profesionální ligou. V roce 1910 byla vytvořena NHA (National Hockey Association), která se rychle stala tou nejlepší a udržela Stanley Cup ve své moci po čtyři roky.
Do roku 1912 se mohly zápasy o přebrání konat v jakýkoli čas v roce, komisaři ale v tomto roce zavedli pravidlo, že pohár se může přebrat pouze po skončení sezony týmu, který ho nyní drží.

### Organizovaná meziligová soutěž
V roce 1915 se NHA a PCHA dohodly, že jejich šampioni se po sezoně utkají o Stanley Cup. Komisaři souhlasili, protože poté, co se Allan Cup stal trofejí pro amatérské týmy, byli závislí na těchto dvou ligách. První finále vyhrál tým PCHA Vancouver Millionaires.
Poté, co se v roce 1914 stali částí PCHA Portland Rosebuds z USA, komisaři rozhodli, že pohár už nebude pro nejlepší tým Kanady, ale pro nejlepší tým na světě. V roce 1916 se Rosebuds poprvé dostali do finále Stanley Cupu. V roce 1917 vyhrál Stanleyův pohár první americký tým Seattle Metropolitans. Po této sezoně byla NHA rozpuštěna a místo ní vznikla nová NHL.
V roce 1919 epidemie španělské chřipky donutila zrušit finále mezi Montreal Canadiens a Seattle Metropolitans. Série byla vyrovnaná za stavu 2:2, ale poslední, pátý zápas se nehrál, protože manažer Canadiens George Kennedy a hráči Joe Hall, Billy Coutu, Jack McDonald a Newsy Lalonde byli s chřipkou v nemocnici. Čtyři dny po zrušeném zápase Hall zemřel a série byla zrušena úplně.
Formát finále Stanley Cupu se změnil v roce 1922, kdy na scénu nastoupila nová Western Canada Hockey League (WCHL). Tak se o pohár utkávaly týmy ze tří lig. Dva šampioni se střetli v jakési kvalifikaci do zápasu o Stanley Cup. To trvalo tři sezony, než se PCHA a WCHL spojily ve Western Hockey League. V roce 1925 se tým Victoria Cougars stal posledním vítězem poháru, který nehrál NHL.

### Éra National Hockey League
Roku 1926, Western Hockey League zanikla (nyní existuje stejnojmenná, ale juniorská liga WHL) a NHL tak zůstala jako jediná srovnatelná soutěž. Týmy z ostatních soutěží se pokoušely přebrat Stanley Cup z držení nyní nejslavnější ligy světa, ale už se jim to nikdy nepovedlo. V roce 1947 tak komisaři stanovili nové pravidlo, umožňující týmům NHL nepřijmout výzvy od týmů z ostatních lig, které by chtěly pohár přebrat. V sedmdesátých letech se o možnost soutěžení o Stanleyův pohár ucházela kvalitní World Hockey Association, asi jediný vážný konkurent NHL od dvacátých let. Komisaři ale zamítli její žádost a WHA brzo zkrachovala.
Pohár byl udělován šampionům každý rok až do pracovního sporu mezi NHL a NHLPA, organizace slučující hráče hrající NHL v sezoně 2004–05. Tehdy nebyl pohár udělen poprvé od pandemie v roce 1919. Část fanoušků pak začala zpochybňovat exkluzivní právo NHL na pohár, generální guvernérka Kanady, Adrienne Clarksonová dokonce navrhovala změnu poháru na pohár pro nejlepší ženský tým. Tento návrh ale nebyl moc populární a místo něj vznikl nový Clarkson Cup. Mezitím, ontarijská skupina „Wednesday Nighters“ podala žádost na Ontarijský hlavní soud s tím, že komisaři překročili svá práva, když v roce 1947 podepsali smlouvu s NHL, a že trofej musí být udělena i přesto, že NHL se v tu sezonu nehrála. 7. února 2006 se NHL a navrhovatelé dohodli, že když se NHL jakoukoli sezonu hrát nebude, může vedení NHL předat pohár i týmu z jiné soutěže.

## Vyrývání
Stejně jako na Grey Cup, určený pro vítěze CFL (kanadská liga amerického fotbalu), i na Stanley Cup se vyrývají jména hráčů, trenérů, managementu a personálu vítězného týmu. Jedno z původních pravidel Lorda Stanleyho znělo, že každý tým může na své vlastní náklady přidat kruhový prstenec na dolní část poháru k připomenutí vítězství. Nejprve zde byl jen jeden prstenec připojen k poháru zespodu týmem Montreal Hockey Club. Týmy doplňovaly svoje vítězství, obvykle ve formě „NÁZEV TÝMU“ „VÍTĚZNÁ SEZONA“ na tento jeden prstenec než se stal v roce 1902 plným. S žádným prostorem k vyrývání a neochotou k zaplacení dalšího prstence začaly týmy vyrývat svá jména na mísu. Prvním týmem, který se „podepsal“ zevnitř do misky byli Montreal Wanderers v roce 1907. Byli i prvními, kteří vyryli jména všech osob v týmu.
V roce 1908 Wanderers z neznámých důvodu, i když o něj museli čtyřikrát bojovat, nevyryli na pohár své jméno. Další rok, Ottawa Senators přidali na Stanley Cup druhý prstenec. I přesto v roce 1910 Wanderers ani Senators v roce 1911 nezapsali svá vítězství. V roce 1915 se Vancouver Millionaires stali druhým týmem který zapsal i jména hráčů, opět do vnitřní části mísy.
V roce 1918 právě Millionaires zaplnili poslední volné místo na devět let starý prstenec a nový byl koupen až v roce 1924 týmem Montreal Canadiens. Od této doby je vyrývání hráčů týmu na pohár tradicí. Původně každý rok vítězové přidali nový prstenec což způsobilo růst Stanley Cupu. Začalo se mu tak říkat „Stovepipe Cup“ (stovepipe je česky kouřová roura) protože začínal připomínat výfukovou trubku u kamen. Tento design se jevil jako nepraktický a tak byl pohár roku 1948 předělán na dvoudílnou trofej doutníkovitého tvaru s odstranitelnou mísou a límečkem. Komisaři také připsali týmy, které se na pohár „nepodepsaly“.
Od roku 1958 pohár podstoupil několik menších úprav. Původní mísa a límeček byly moc křehké a byly odstraněny v letech 1963 a 1969. V roce 1958 byl představen nový jednodílný pohár. Starý válec byl odstraněn a nahradil ho nový s pěti prstenci, každý z nich měl kapacitu třináct týmů. Ačkoli byl pohár navržen aby prstence byly plné ve stém roce poháru, v roce 1965 byl špatně vyryt tým Canadiens a byl přepsán, proto je na jednom z prstenců pouze 12 týmů. Když se všechny prstence v roce 1991 naplnily, Hokejová síň slávy si ten vrchní vzala a na spodek připevnila nový, prázdný prstenec, takže pohár už dál růst nebude.
Další nový prstenec měl být přidán po skončení sezony 2004–05 ale kvůli stávce se tak nestalo. Stalo se tak po následující sezoně, kterou vyhráli Carolina Hurricanes. Zrušená sezona byla zapsána jako nehraná. Momentálně je Stanley Cup 89,5 centimetru vysoký a 15 a půl kilogramu těžký.
Na Stanleyův pohár mohou být vyryta pouze jména hráčů, kteří za tým odehráli 41 zápasů v základní části a nepřestoupili pryč nebo hráli alespoň jeden zápas ve finále. I přesto, Vladimir Konstantinov, jehož kariéra byla ukončena při autonehodě 13. června 1997 byl zapsán i v roce 1998 když se jeho týmu Detroit Red Wings podařilo pohár ubránit.
Jean Beliveau je zapsán nejvícekrát ze všech osobností, 10krát jako hráč a 7krát jako manažer, to je celkem 17krát. To Henri Richard drží rekord v počtu hráčských zápisů na SC, vyhrál jej 11krát se svým týmem Montreal Canadiens. Dvanáct žen je zaznamenáno na poháru. První z nich se stala jako prezident Red Wings Marguerite Norris v letech 1954 a 1955. Jedinou Kanaďankou je Sonia Scurfield, která byla spoluvlastníkem Calgary Flames v roce 1989.

### Chyby
Na poháru je mnoho chyb a některé z nich nebyly opraveny, pár příkladů:
- Pat McReavy je napsán jako McCeavy – jeden z hráčů Boston Bruins v roce 1941
- Dickie Moore vyhrál pohár šestkrát, napsáno je ale pěti různými způsoby – D. Moore, Dickie Moore, R. Moore, Rich Moore a Richard Moore
- Glenn Hall je zapsán v roce 1952 jako Glin Hall
- Bob Gainey je zapsán v sedmdesátých letech jako Bob Gainy
- Ted Kennedy (bez příbuzenského vztahu s JFK) je zapsán ve čtyřicatých letech jako Ted Kenneddyy
- Toronto Maple Leafs jsou v roce 1963 zapsáni jako Toronto Maple Leaes
- Boston Bruins jsou v roce 1972 zapsáni jako Bqstqn Bruins
- New York Islanders jsou v roce 1981 zapsáni jako New York Ilanders
- Jméno otce vlastníka Edmonton Oilers v roce 1984 Peta Pocklingtona, Basila bylo přepsáno sérii písmen X.
- Několik jmen bylo i opraveno, jako útočník Colorado Avalanche v roce 1996 Adam Deadmarsh (napsán jako Deadmarch), brankář Red Wings v roce 2002 Manny Legace (napsán jako Lagace) a útočník Carolina Hurricanes v roce 2006 Eric Staal (napsán jako Staaal).

## Tradice a anekdoty
S vítězstvím Stanley Cup je spojeno mnoho tradic. Jedna z těch nejstarších, vymyšlená týmem Winnipeg Victorias roku 1896, je pití šampaňského z mísy poháru. Další z tradic je předávání poháru kapitánovi vítězného týmu po skončení vítězného zápasu. Ten ho po obkroužení ledové plochy předá dalšímu a pohár pak koluje mezi všemi, kteří s ním krouží po ledě. Poprvé byl pohár předán už na ledě v roce 1932 týmu Toronto Maple Leafs. To se stalo tradicí až v padesátých letech, kdy Ted Lindsay, kapitán Detroit Red Wings tak učinil, řekl, že to udělal pro lepší pohled fanoušků na pohár. Tradici porušil až v roce 2001 kapitán Colorado Avalanche Joe Sakic. Jeho spoluhráč z té sezony, Ray Bourque, hrál celou kariéru za Boston Bruins, ale vyhrát Stanley Cup se mu s nimi nepodařilo. To se mu povedlo v jeho poslední sezoně, kdy byl vyměněn do týmu Avs. Bourque dostal pohár od Sakica hned a sám led obkroužil. Byl to poslední zápas v jeho kariéře. Stalo se to už i dříve, v roce 1998, kdy Detroit Red Wings zdolali Washington Capitals, kapitán Steve Yzerman předal trofej nejprve Vladimiru Konstantinovovi, kterému ukončila kariéru autonehoda. Z úcty ke Stanley Cupu, hráči se ho nesmějí dotknout dříve než při jejich oslavném kroužení na ledě.
V roce 1995 spatřila světlo světa nová tradice, hráči vítězného týmu si mohli od tohoto roku vypůjčit pohár, každý na jeden den. Pohár ale musí být také pod dohledem jednoho ze zástupců Hokejové síně slávy. Někteří vítězové použili pohár k pokřtění svých dětí. Dva hráči, Clark Gillies z New York Islanders a Sean O'Donnell z Anaheim Ducks dokonce dali svým psům do poháru žrádlo.

### Mísa, pohár a replika
Momentálně jsou na světě tři Stanley Cupy – původní mísa, ověřený pohár a replika v Hokejové síni slávy. Původní mísa koupená Lordem Stanleym byla předávána vítězům po prvních 71 let v historii, nyní se nachází také v Hokejové síni slávy.
Současná verze byla vytvořena v roce 1963 montrealským stříbrníkem Carlem Petersenem. Ověřena je znakem Hokejové síně slávy na spodku poháru, který lze vidět, když hráč zvedne pohár nad hlavu. Tato verze trofeje byla vyrobena v utajení a byla odhalena až o tři roky později. Replika byla vyrobena roku 1993 jiným montrealským stříbrníkem, Louisem St. Jacquesem a je používána k vystavení v Hokejové síni slávy, když zrovna není současná oficiální verze k dispozici. Mezi těmito dvěma verzemi je jen málo rozdílů. Nejrychlejší cestou jak je rozeznat, je pohled na kádr vítězných Edmonton Oilers z roku 1984. Na oficiální verzi je jméno výše zmiňovaného Basila Pocklingtona vymazáno písmeny X, na replice není jeho jméno vůbec.

### Pohár jako podpora morálky
Stanleyův pohár byl také použit jako významná podpora morálky kanadských vojáků a jejich spojenců z NATO na MacDillově letecké základně nedaleko Tampy na Floridě v roce 2004. V roce 2006 byl pohár na Základně námořní pěchoty Lejeune v Severní Karolíně. Zranění příslušníci námořní pěchoty měli příležitost se vyfotit s pohárem.
V roce 2007 si pohár udělal první výlet do bojové zóny, konkrétně do Afghánistánu. Zde přebýval od druhého do šestého května. Akce byla organizována NHL, Hokejovou síní slávy a kanadským ministerstvem obrany. 3. května se pohár dostal pod raketový útok, ale vyvázl bez poškození. Do Afghánistánu se vrátil ještě v březnu 2008.